# Alone (singel E.M.D.)
Alone – trzeci singel z debiutanckiej płyty A State of Mind szwedzkiego zespołu E.M.D. Wydany został 17 września 2008 roku.
Do singla został nagrany teledysk.

## Lista utworów
1. "Alone (Radio Version)"
2. "Alone (Instrumental Version)"